# Wiktor Wladimirowitsch Moskowskich
Wiktor Wladimirowitsch Moskowskich (russisch Виктор Владимирович Московских; * 12. Juni 1947 in Wien) ist ein russischer Rallye- und Rallye-Raid-Fahrer und wurde mit KAMAZ 1996 erster russischer Gewinner der Rallye Dakar.

## Karriere
Moskowskich begann seine Motorsportkarriere 1966 in Irkutsk zunächst als Eisspeedway-Fahrer. Im Jahr 1972 wurde er Sieger der sowjetischen Eisspeedway-Meisterschaft. Später heiratete er und zog mit seiner Familie nach Odessa, was aufgrund der dort nicht vorhandenen notwendigen Trainingsbedingungen dazu führte, dass er vom Eisspeedway zum Speedway und Motocross wechselte.
Ab 1975 wechselte Moskowskich zum Rallye-Sport und wurde Mitglied des sowjetischen Rallye-Teams. Er fuhr von 1976 bis 1979 als Beifahrer in der Rallye-Weltmeisterschaft. Er erreichte beispielsweise 1979 bei der 26. Acropolis Rally als Beifahrer von Nikolaj Elizarov den 9. Platz auf Lada 21011. 
Von 1979 bis 1989 fuhr er selbst in der Rallye-Europameisterschaft und in der Rallye-Weltmeisterschaft und wurde beispielsweise 1983 auf Lada 21011 Erster der 12. Rally Russkaya Zima. Seine beste Platzierung innerhalb der Rallye-Weltmeisterschaft war auf Lada 2105 der 1. Platz in der Klasse 2/2 und der 28. Gesamtplatz bei der 38. Lombard RAC Rally 1982. Seine beste Platzierung innerhalb der Rallye-Europameisterschaft, auf einem Gruppe B Lada 2105 VFTS, war der 4. Platz bei der Rallye Polen 1984. 
Nach dem Ende seiner Rallyekarriere wechselte er 1990 in den Rallye-Raid-Sport zum KAMAZ-Master-Team und wurde auf KamAZ-49252 Sieger der Rallye Paris–Moskau–Peking 1995 und Sieger der Rallye Dakar 1996 sowie Zweitplatzierter bei der Rallye Dakar 1999 in der Klasse der LKW. Für das KAMAZ-Master-Team war der Sieg Moskowskichs 1996 der erste von bisher 19 in der Klasse der LKW bei der Rallye Dakar.

## Sportliche Erfolge (Auszug)
- 1972: 1. Platz der sowjetischen Eisspeedway-Meisterschaft
- 1983: 1. Platz bei der  12. Rally Russkaya Zima auf Lada 21011
- 1984: 4. Platz bei der Rallye Polen auf Lada 2105 VFTS
- 1984: 3. Platz bei der sowjetischen Rallye-Meisterschaft
- 1991: 11. Platz bei der Rallye Dakar 1991 auf Kamaz[3]
- 1995: 1. Platz bei der Rallye Paris–Moskau–Peking auf KamAZ-49252
- 1996: 1. Platz bei der Rallye Dakar 1996 auf KamAZ-49252
- 1999: 2. Platz bei der Rallye Dakar 1999 auf KamAZ-49252

## Auszeichnungen (Auszug)
- 1996: Verdienter Meister des Sports der Republik Tatarstan